# .fk
‎.fk‏ دامنه اینترنتی اختصاص داده شده به جزایر فالکلند است.